# Kerli Kivilaan
Kerli Kivilaan (Viljandi, 15 de dezembro de 1992) é uma cantora estoniana.

## Carreira
Kerli cresceu em Viljandi e formou-se na Viljandi Music School em 2008.
Ele estudou ciências políticas na Universidade de Tartu e trabalha como analista de negócios na Scoro, uma empresa de software.
De maio de 2013 a dezembro de 2016, ele foi membro do conjunto Northern Tallinn. Desde que deixou a banda, Kivilaan lançou vários vocais solo e se apresentou em conjunto com o cantor Norman Salumäe.
Em 2009, Kerli chegou à fase final de estúdio do show "Estonia Seeks a Superstar", pouco antes do final.
Em 2019, ele participou do Estonian Song Contest com a música "Cold Love", co-escrita pelos músicos Egert Milder e Andres Kõpper. A história continuou no concerto final no Saku Suurhall, onde alcançaram o 9º lugar..

## Discografia

#### Álbuns
- 2013 - "O mundo nos envia" (North Tallinn)
- 2014 - "Regeneração" (Tallinn do Norte)

#### Slinges
- "De baixo para alto" (16 de fevereiro de 2015)
- "Então quando" (20 de julho de 2016)
- Explorar ft. Philip (22 de maio de 2017)
- Cold Love (1 de dez de 2018)

## Vida pessoal
Seu parceiro é o músico Karl-Erik Taukar.
Sua irmã mais velha é Triinu Kivilaan, que cantou em Vanilla Ninja.